# Герб Дружківки
Герб Дру́жківки — офіційний символ міста Дружківка Донецької області, затверджений 26 березня 1998 р. на сесії міської ради XXII скликання рішенням №XXII/23-2 XXIII.
Автори герба: Фатов Сергій Іванович, Савельєв Олександр Олександрович, Банников Віктор Володимирович (всі з Дружківки).
Науковий консультант: герольдмейстер-вардейн Стародубцев Микола Микитович (Донецьк).

## Опис
Золотий щит розділений перекинутим вилоподібним лазуровим хрестом. Поверх червоний овальний щиток, за яким дві схрещені козацькі піки чорного кольору у наконечників котрих звисають червоні флюгери. З боків щитка срібні лелеки, що стоять навпроти один одного у позі любовної гри.
Щит увінчаний російською срібною міською короною з трьома вежками та обрамований мальвами і гілками шипшини, оповитими лазуровою стрічкою із підписом в нижній частині золотими літерами «ДРУЖКОВКА».

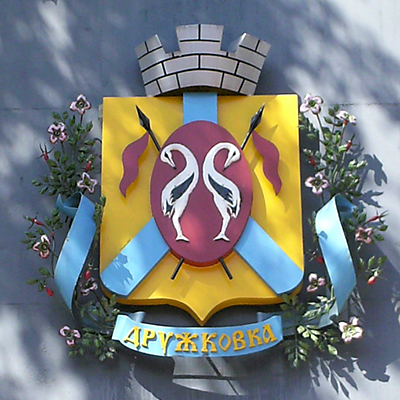

## Символіка герба
Золоте поле щита символізує вродючість посівних ланів, що оточують місто, а також вірність та силу у досягненні мети, що стоїть перед мешканцями міста.
Вилоподібний хрест символізує злиття двох рік (Казенний і Кривий Торець) на околицях міста. Зображення козацьких пік пояснюється тим, що за легендою, в цих місцях був споруджений козацький пост, який завдяки вдалому місцю розташування, винятковій сміливості і кмітливості козаків тривалий час протистояв чисельно переважаючим силам супротивника.
Червоний колір овального щитка є символом любові, мужності та сміливості мешканців цієї місцевості.
Зображення лелек говорить про те, що мешканцям міста вони приносять щастя та надію на ліпше майбутнє, а тому вони поважають цих птахів, що символізують міць родини та подружніх уз.
Гілки шипшини, якими оповитий герб, показують, що ця рослина, яка у великій кількості є в місті та його околицях, віддає людям свою красу та приносить користь.
Згідно з правилами геральдики срібна корона із трьома вежками увінчує місто обласного значення, яким і є місто Дружківка.

## Попередній герб

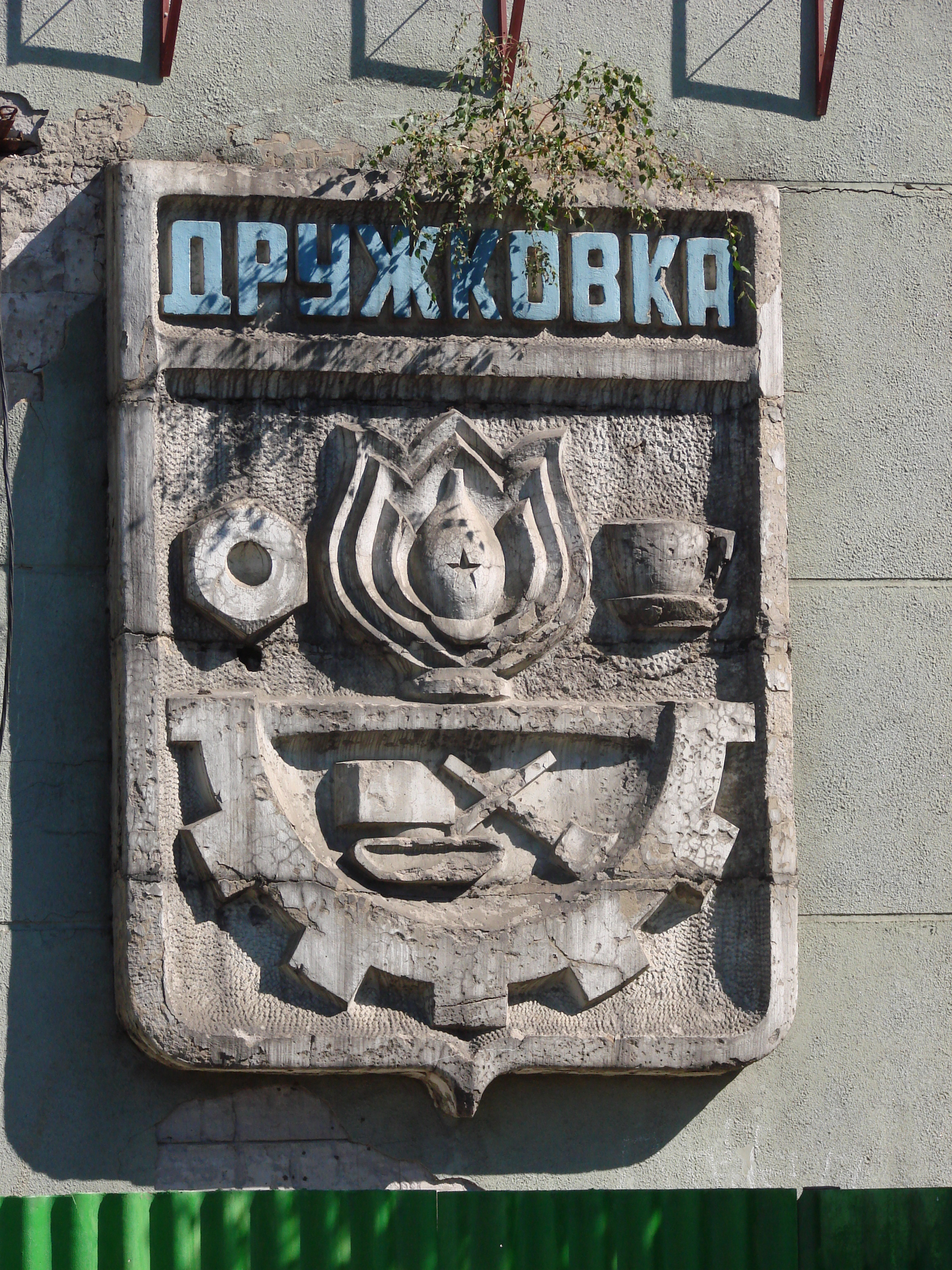
Герб радянської доби

Затвердження герба Дружківки припадає на період активного розвитку геральдики міст Донецької області — остання третина XX століття. Тоді у зв'язку з «круглими», 100-річними, ювілеями були затверджені (або ж без затвердження набули широкого вжитку в міському житті) герби багатьох великих міст області.
Тодішній герб Дружківки, як і багатьох інших міст області, неповторністю не відрізняється. На ньому переважала перенасичена промислово-господарська тематика: напівшестірні, газовий пальник, гайка, екскаватор та чашка, які вказують на підприємства-виробники продукції. Все це на червлено-блакитному фоні — кольори Державного прапора УРСР.